# Ophélie Claude-Boxberger
Ophélie Claude-Boxberger (Montbéliard, 18 ottobre 1988) è una siepista e mezzofondista francese.

## Biografia
Figlia di seconde nozze del mezzofondista Jacky Boxberger, inizia a cimentarsi nell'atletica leggera nei primi anni Duemila. La sua passione per lo sport ha portato Claude-Boxberger a diventare insegnante di educazione fisica.
La carriera atletica a livello ufficiale viene abbracciata definitivamente dal 2006 gareggiando a livello nazionale ed esordendo internazionalmente in Lituania agli Europei under 23 nel 2009. Solo nel 2018 è ritornata nelle manifestazioni sportive internazionali partecipando prima ai Giochi del Mediterraneo e poi agli Europei previsti per quell'anno. 
Nel 2019, in vista dei Mondiali è risultata positiva all'EPO. In un primo momento il suo patrigno ha affermato essere stato lui a dopare la figliastra, salvo poi ritrattare qualche mese più tardi in seguito alle accuse di molestie denunciate dalla stessa atleta.

## Palmarès
| Anno | Manifestazione           | Sede      | Evento       | Risultato | Prestazione | Note |
| ---- | ------------------------ | --------- | ------------ | --------- | ----------- | ---- |
| 2009 | Europei U23              | Kaunas    | 800 m piani  | Batteria  | 2'06"82     |      |
| 2017 | Giochi della Francofonia | Abidjan   | 3000 m siepi | 5ª        | 10'24"67    |      |
| 2018 | Giochi del Mediterraneo  | Tarragona | 1500 m siepi | 8ª        | 4'19"49     |      |
| 2018 | Europei                  | Berlino   | 3000 m siepi | 9ª        | 9'31"84     |      |
| 2019 | Europei indoor           | Glasgow   | 3000 m piani | 15ª       | 9'19"55     |      |
| 2019 | Mondiali                 | Doha      | 3000 m siepi | Batteria  | 10'05"10    |      |